# Dollaro d'oro
Il dollaro d'oro o pezzo da un dollaro d'oro (gold dollar o gold one-dollar piece in inglese) è una moneta d'oro che fu coniata come normale emissione da parte dell'United States Mint dal 1849 al 1889. La moneta fu messa in circolazione in tre tipi durante la sua vita, tutti progettati dal capo incisore della US Mint James B. Longacre. La Tipo 1 aveva il diametro più piccolo di qualsiasi altra moneta coniata negli Stati Uniti fino a quel momento.
Il conio di un dollaro d'oro era stato proposto già nel 1791 e poi diverse volte tra gli anni '30 e '40 dell'Ottocento, ma non era stato inizialmente adottato. Il Congresso fu in seguito galvanizzato nell'approvare la richiesta dalla copiosa offerta di lingotti d'oro causata dalla corsa all'oro californiana, e nel 1849 autorizzò finalmente il conio della moneta aurea. Nei loro primi anni di esistenza, le monete d'argento venivano incettate o esportate, mentre i dollari in oro trovarono un rapido utilizzo nel commercio. L'argento tornò di nuovo a circolare nel 1853 dopo che il Congresso richiese che le nuove monete di quel metallo fossero rese più leggere, mentre il dollaro d'oro era diventato una rarità nel commercio prima ancora che le monete federali scomparissero dalla circolazione a causa della crisi economica causata dalla guerra civile americana.
L'oro non tornò a circolare nella maggior parte della nazione fino al 1879; ma una volta che lo fece, il pezzo da un dollaro non avrebbe ritrovato il suo posto. Nei suoi ultimi anni, era stato coniato in piccole quantità, provocando speculazioni da parte degli accaparratori. Era anche molto richiesto per essere montato in gioielleria. L'ultima regolare emissione del dollaro d'oro fu nel 1889; l'anno successivo il Congresso concluse la serie.

## Il contesto storico
Nel presentare il suo piano per una zecca e un sistema di conio, il Segretario al tesoro degli Stati Uniti d'America Alexander Hamilton propose nel 1791 che la moneta da un dollaro fosse coniata sia in oro che in argento, a rappresentare i due metalli che egli aveva stabilito acquisissero corso forzoso. Il Congresso seguì la raccomandazione di Hamilton solo in parte, autorizzando l'emissione di un dollaro d'argento, ma non di una moneta di tale denominazione in oro.
Nel 1831 fu coniato il primo dollaro d'oro, presso la zecca privata di Christopher Bechtler nella Carolina del Nord. In quel periodo la gran parte dell'oro prodotta negli Stati Uniti proveniva dalle montagne della Carolina del Nord e della Georgia; i dollari e le altre piccole monete d'oro emesse da Bechtler circolavano prevalentemente in quella regione, ed erano raramente viste in aree più lontane. Ulteriori pezzi da un dollaro furono coniati da August Bechtler, figlio di Christopher.
Poco tempo dopo che i Bechtler avevano cominciato a coniare nella loro zecca di famiglia le loro emissioni, il Segretario del Tesoro Levi Woodbury sostenne la necessità che fosse la Zecca degli Stati Uniti a dover coniare la denominazione da un dollaro in oro. A Woodbury si opponeva il direttore della US Mint, Robert M. Patterson. Woodbury convinse allora il presidente Andrew Jackson a farne coniare un modello di prova. Patterson dovette piegarsi, e sollevò il secondo incisore della zecca Christian Gobrecht dal suo corrente incarico di modifica del disegno della nuova moneta da un dollaro in argento (il futuro Gobrecht dollar) mettendolo al lavoro su un modello per il dollaro d'oro. Il disegno di Gobrecht era caratterizzato su una faccia da un Pileo, un antico copricapo simbolo di libertà, circondato da raggi, e da un ramo di palma disposto in un cerchio attorno alla denominazione, alla data e al nome del paese, sull'altra.
Si considerò dunque l'opzione di includere la denominazione di dollaro d'oro nella legislazione di revisione che sarebbe divenuta il  Mint Act del 1837. Nel dicembre 1836, il quotidiano Public Ledger di Filadelfia sostenne il dollaro d'oro, affermando che "il dollaro è il conio d'oro più piccolo che sarebbe conveniente, e dovrebbe essere così unico da non doversi consentire né all'argento né alla carta di prendere il suo posto". Tuttavia, dopo che il direttore della zecca Patterson comparve davanti a una commissione del Congresso, la disposizione che autorizzava il dollaro d'oro fu eliminata dal disegno di legge.

## L'inizio
Nel mese di gennaio 1844, il rappresentante della Nord Carolina James Iver McKay, presidente della United States House Committee on Ways and Means, sollecitò nuovamente il direttore Patterson a riferire sul dollaro in oro. Patterson non aveva più del modello di dollaro coniato da Gobrecht da mostrare ai membri del comitato, e di nuovo sconsigliò il conio di una moneta che, se emessa, avrebbe avuto solo circa mezzo pollice (13 mm) di diametro. Egli osservò di fronte al segretario al Tesoro John C. Spencer che le uniche monete d'oro di queste dimensioni in circolazione, i mezzi scudi spagnoli e colombiani, erano impopolari e non venivano coniate da più di venti anni. Questo sembrò soddisfare la commissione che non prese nessuna decisione al riguardo. Quando il pezzo da un dollaro in oro fu nuovamente proposto nel 1846, la commissione guidata da McKay si pronunciò contro la sua emissione.
Anche prima del 1848, quantità record di oro affluivano verso le zecche statunitensi per essere coniate in moneta, ma la California Gold Rush aumentò notevolmente questi quantitativi. Questa abbondanza rinnovò le richieste per coniare un pezzo in oro da un dollaro, così come quelle per una denominazione superiore all'eagle (il pezzo da $ 10), allora la moneta d'oro più grande. Nel mese di gennaio 1849 McKay introdusse un disegno di legge per un dollaro d'oro, che fu sottoposto alla sua commissione. Si discusse molto sulla stampa circa le caratteristiche della nuova moneta; un giornale pubblicò una proposta di un pezzo d'oro anulare, cioè con un foro nel mezzo in modo da aumentare il suo piccolo diametro. McKay modificò la sua legge per introdurre anche il conio di un double eagle (la moneta d'oro da $ 20) e scrisse a Patterson per avere un parere sul dollaro. Questi rispose affermando che un dollaro d'oro anulare non avrebbe funzionato, e nessuno dei due concordava con un'altra proposta che prevedeva di coniare un pezzo da un dollaro costituito da un tappo in oro in una moneta anulare d'argento. Tuttavia, il successore di Gobrecht come capo incisore, James B. Longacre, preparò dei modelli, tra cui alcuni con un foro quadrato al centro.
McKay non perse comunque tempo e incaricò un suo collega democratico, il senatore del New Hampshire senatore Charles G. Atherton, di introdurre il 1º febbraio 1849 un disegno di legge per far autorizzare il dollaro d'oro e il double eagle in Senato — Atherton era presidente della United States Senate Committee on Finance. McKay introdusse una versione del disegno alla Camera il 20 febbraio; il dibattito ebbe inizio lo stesso giorno. La proposta fu subito attaccata dai membri del Congresso del Partito Whig, allora all'opposizione, con la motivazione che sarebbe risultato troppo piccolo, sarebbe stato facilmente contraffatto e in condizioni di cattiva illuminazione avrebbe potuto facilmente essere erroneamente speso come un half dime (il mezzo centesimo di dollaro), la moneta di dimensioni più simili. McKay non entrò sostanzialmente nel merito, ma dichiarò che se nessuno voleva queste denominazioni, queste non sarebbero state richieste alla zecca, e non sarebbero state coniate. Il rappresentante Whig per la Pennsylvania, Joseph Ingersoll, si espresse contro il disegno di legge, rilevando che Patterson si era sempre opposto alle nuove monete, e che l'idea era stata più volte rifiutata ogni volta che era stata considerata. Un altro Whig, Charles Hudson del Massachusetts, raccontò che Patterson aveva inviato un dollaro d'oro autentico e uno contraffatto alla sua commissione e la maggioranza dei membri non era stata in grado di capire la differenza. Ancora una volta McKay non rispose personalmente a queste obiezioni, ma altri lo fecero al suo posto, tra cui il rappresentante di New York al Congresso Henry Nicoll, che assicurò al Parlamento che i timori di contraffazione erano molto esagerati. Il punto era, fece notare Nicoll, che il double egle e il dollaro d'oro erano richiesti dai cittadini e, nel caso del dollaro d'oro, avrebbe potuto aiutare la circolazione di moneta in quelle piccole comunità in cui le banconote non erano accettate o lo erano con difficoltà. Il rappresentante del Connecticut John A. Rockwell, un Whig, cercò di far sospendere la votazione del disegno di legge, ma il suo movimento fu sconfitto. Il disegno di legge fu approvato con facilità, incontrando solo un'opposizione minima in Senato prima di diventare definitivamente legge il 3 marzo 1849.

## I preparativi

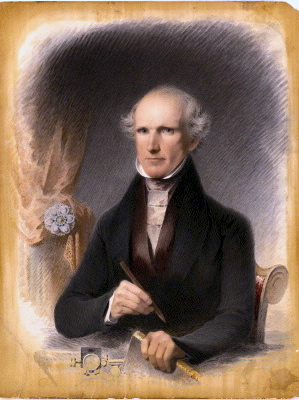
James B. Longacre, autoritratto (1845)

Gli ufficiali alla zecca di Filadelfia, tra cui il capo coniatore Franklin Peale, erano per lo più amici o parenti del direttore Patterson. L'unico estraneo in mezzo a loro era il capo incisore James B. Longacre, successore di Gobrecht (morto nel 1844). Ex incisore di piastre di rame, Longacre era stato nominato grazie all'influenza politica del senatore della Carolina del Sud John Calhoun.
Quando Longacre iniziò a lavorare sulle due nuove monete nei primi mesi del 1849, non aveva nessuno ad aiutarlo. L'anno successivo Longacre scrisse che era stato avvertito da un dipendente della zecca che uno degli ufficiali (senza dubbio Peale) prevedeva di minare la posizione del capo incisore facendo svolgere il lavoro di preparazione di disegni e matrici fuori dai locali della zecca. Di conseguenza, Logancre non si fece cogliere impreparato e, quando il disegno di legge della moneta d'oro divenne legge, egli informò Patterson che era già pronto a iniziare a lavorare sul nuovo pezzo da un dollaro in oro. Il direttore della zecca acconsentì, e dopo aver visto un modello della testa sul dritto, autorizzò Longacre a procedere con la preparazione degli stampi. Secondo Longacre,
(James B. Longacre)

## Il disegno originale

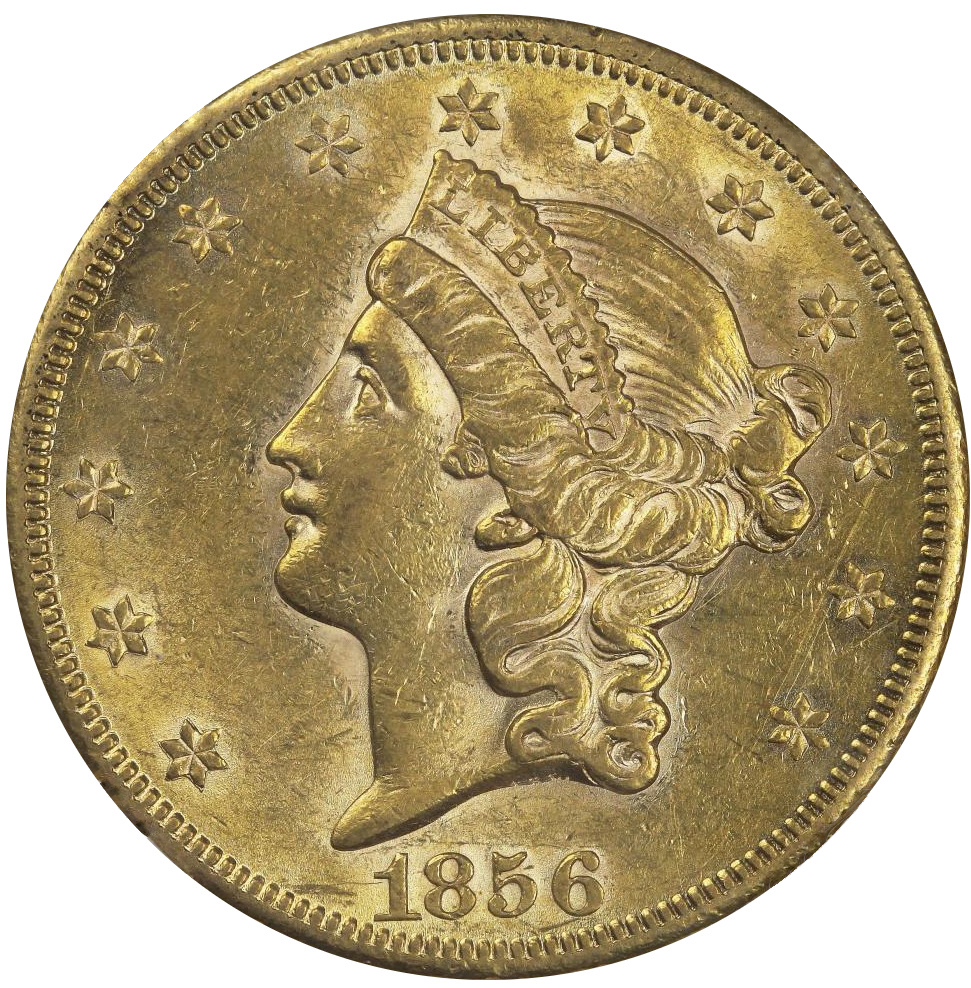
La testa della Libertà sul pezzo da un dollaro Tipo 1, ispirata a quella del Liberty Head double eagle di Longacre.

Il dollaro Tipo 1 raffigura una testa della Libertà, rivolta verso sinistra, con una corona o diadema sulla testa sulla quale è riportato il suo nome in inglese, Liberty. I capelli della dea sono raccolti in una crocchia; è circondata da 13 stelle che rappresentano gli stati fondatori originali. Il rovescio presenta la data e la denominazione all'interno di una corona, con il nome della nazione vicino al bordo.
I pareri contemporanei sul disegno del Tipo 1 furono generalmente favorevoli. Il 19 Maggio 1849 il New York Weekly Tribune descrisse il nuovo dollaro come "senza dubbio la più armoniosa, più piccola e più leggera moneta in questo paese (...) è troppo delicata e bella per pagarci patate, crauti e maiale salato. Oberon potrebbe con esso aver pagato Puck per procurarsi il fiore col quale stregò Titania". Il Willis' Bank Note List dichiarò che "non c'è probabilità che alcuna di loro (monete) entri mai nella circolazione generale; sono assolutamente troppo piccole". Il North Carolina standard si augurava che venissero coniate alla Charlotte Mint e si diffondessero a livello locale per eliminare il problema della mancanza di banconote di piccolo taglio nello stato. Il rivenditore di monete e autore numismatico Q. David Bowers notava che la testa della Libertà sul dollaro Tipo 1 era una versione ridotta di quella presente sul double eagle, e che "un dollaro d'oro ben conservato è bello a vedersi".

## Le modifiche
Gli archivi della zecca indicano che i primi dollari d'oro furono prodotti il 7 maggio 1849; il diario di Longacre osserva invece che il primo fu coniato l'8 maggio. Il primo giorno, a ogni modo, furono coniate poche monete proof, insieme a circa 1.000 destinate alla circolazione. Si ritrovano cinque principali varietà del dollaro d'oro del 1849 coniato a Filadelfia, prodotte in base a come Longacre continuò a perfezionarne il disegno. I coni marcati dalla Mint di Filadelfia furono inviati dall'Engraving Department di Longacre alle filiali della zecca a Charlotte, Dahlonega (in Georgia), e 
New Orleans; le monete qui coniate assomigliano ad alcuni dei tipi emessi Filadelfia, a seconda di quando furono prodotte le matrici. Delle monete coniate nella zecche filiali nel 1849, solo i pezzi prodotti a Charlotte (serie 1849-C) esistono ancora in molteplici varietà; la maggior parte nella versione che venne soprannominata la Closed Wreath (varietà con la "Corona Chiusa"). Circa cinque pezzi della serie 1849-C della varietà Open Wreath sono noti; uno, considerato il campione superstite migliore, fu venduto all'asta per $ 690.000 nel 2004, rimanendo un record per la serie dei dollari in oro fino al 2013. Una delle modifiche apportate durante la produzione fu l'inserimento della lettera "L", iniziale di Longacre, sul troncamento del collo della Libertà: per la prima volta nella storia statunitense una moneta destinata alla produzione su larga scala portava l'iniziale del suo disegnatore. Tutte le emissioni che iniziano nel 1850 presentano la corona chiusa. A partire dal 1854, l'oro dollaro fu anche coniato presso la nuova zecca di San Francisco.
Il continuo flusso d'oro proveniente dalla California rese l'argento costoso rispetto al metallo più nobile, e le monete d'argento degli Stati Uniti cominciarono, a partire dal 1849, ad affluire fuori dal paese per la fusione; un flusso che accelerò nel corso degli anni successivi, man mano che il prezzo del metallo continuava a crescere. Nel 1853, mille di dollari in moneta d'argento contenevano $ 1.042 di corrispettivo in lingotti dello stesso metallo. Con la penuria di monete d'argento, il dollaro d'oro diventò l'unica moneta federale in circolazione tra il large cent e il quarter eagle (il pezzo da $ 2,50). Come tale, fu coniato in gran numero e si diffuse ampiamente. Come scrive Bowers nel suo libro sulla denominazione: "Gli anni tra il 1850 e il 1853 furono il periodo di più alta diffusione del dollaro in oro, gli anni gloriosi della denominazione, quando le piccole monete d'oro presero il posto del mezzo dollaro e del dollaro d'argento nelle operazioni di tutti i giorni". Questa fase si concluse nel 1853, quando il Congresso approvò una legge per ridurre il peso della maggior parte delle monete d'argento, consentendo alle più recenti emissioni di questa denominazione di circolare nuovamente.
Già nel 1851, il rappresentante al Congresso di New York, William Duer, accusò Patterson (a cui il nuovo conio era sempre stato particolarmente inviso) di aver prodotto artatamente un dollaro d'oro troppo piccolo di diametro al fine di provocare critiche. Patterson andò in pensione quell'anno dopo aver occupato la sua posizione per 16 anni e, sotto il suo successore, George N. Eckert, furono coniati modelli anulari del dollaro d'oro e del mezzo dollaro. Il Public Ledger riferì che, sebbene i dollari d'oro non sarebbero stati coniati in forma anulare, lo sarebbero stati i mezzi dollari d'oro, per contribuire a colmare il bisogno di cambiamento. Con la nuova amministrazione Pierce, il 31 marzo 1853 Thomas M. Pettit entrò in carica come direttore della Mint. Nel mese di aprile, il segretario al Tesoro James Guthrie scrisse a Pettit che c'erano stati reclami che lamentavano come il dollaro oro fosse troppo piccolo, venisse spesso perso o scambiato per una piccola moneta d'argento, e si informava sui rapporti che la zecca aveva stilato circa la sperimentazione dei dollari anulari. Pettit replicò affermando che nessuno dei modelli era stato conservato, ma incluse nella risposta un pezzo d'argento di dimensioni equivalenti. Egli osservava che anche se ci sarebbero state certamente difficoltà tecniche nella produzione di un dollaro anulare, queste avrebbero potuto essere superate. In una lettera del 10 maggio, Pettit propose un pezzo forato di forma ovale, o una moneta di forma angolare, che riducesse i problemi di produzione. Pettit morì improvvisamente il 31 maggio; Guthrie non lasciò che il problema venisse trascurato, ma già il 7 giugno lo risottopose al sostituto di Pettit, James R. Snowden. Poiché era richiesto che sulle monete degli Stati Uniti fosse sempre raffigurato un simbolo emblematico della libertà, il segretario si augurava che gli artisti potessero trovare una soluzione in tal senso anche per una moneta anulare.

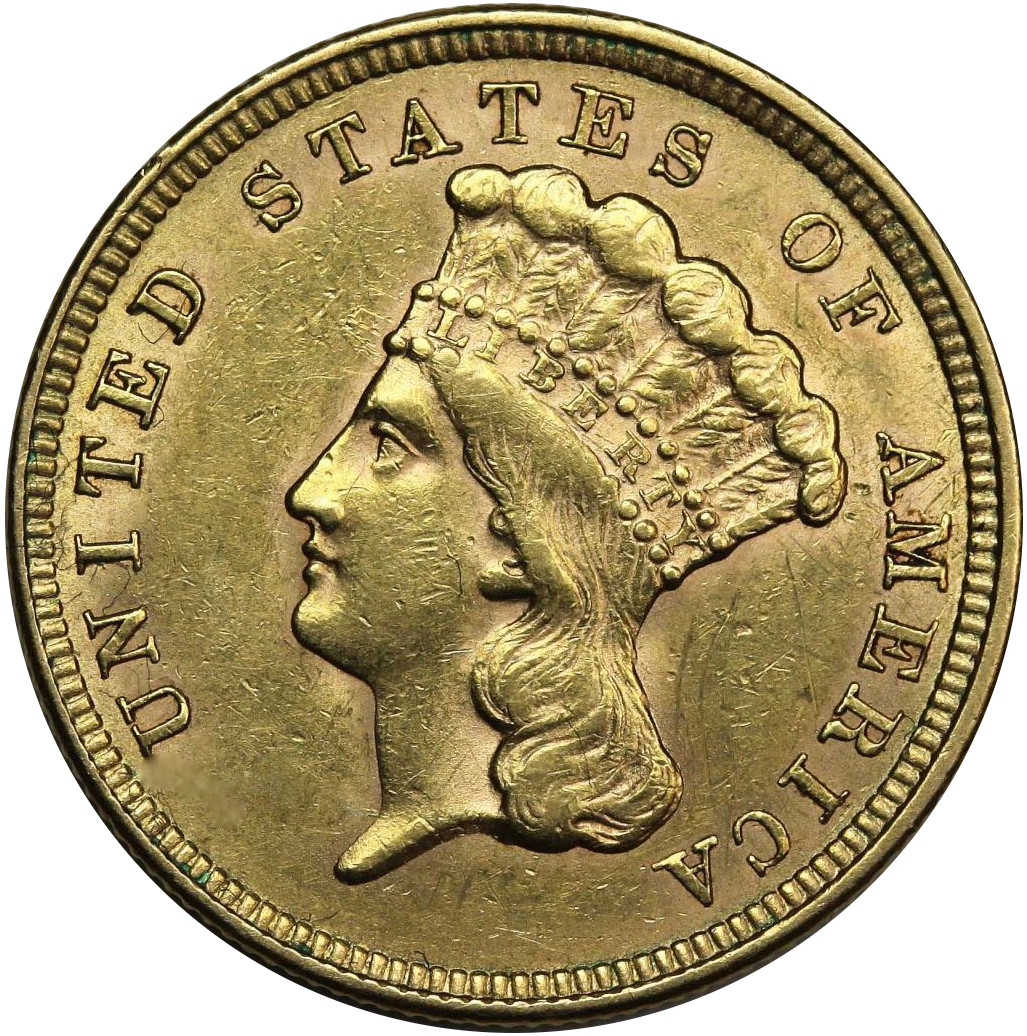
Il disegno di Longacre per il pezzo da tre dollari fu adattato ai Tipi 2 e 3 del dollaro in oro.

La legge del 21 febbraio 1853, che aveva alleggerito le monete d'argento, aveva inoltre autorizzato il conio di un pezzo in oro da tre dollari, che cominciò a essere prodotto nel 1854. Per assicurarsi che il pezzo da tre dollari non fosse confuso con altre monete d'oro, fu fabbricato più sottile e più ampio del normale, e Longacre utilizzò un disegno distintivo, utilizzando la testa di una principessa indiana. Longacre adattò sia la stessa tecnica che lo stesso disegno alla nuova versione del dollaro d'oro: questo fu reso più sottile e quindi di diametro più ampio. Sul pezzo così ottenuto fu posto un adattamento della principessa di Longacre per la moneta d'oro più grande, mentre una "corona agricola" simile a quella dei tre dollari (formata unendo foglie di mais, grano, cotone e tabacco) fu posta sul retro. L'idea di rendere il dollaro in oro più grande in questo modo era stata suggerita al Congresso già nel 1852 ed era stata sostenuta da Pettit, ma il desiderio di Guthrie per una moneta anulare aveva messo in una fase di stallo la questione. Nel maggio 1854, Snowden inviò a Guthrie una lettera, affermando che le difficoltà che si sarebbero incontrate per produrre una moneta anulare, soprattutto nell'ottenere le monete espellendole correttamente al momento della stampa, sarebbero state tutt'altro che banali.
Tuttavia, il dollaro in oro di Tipo 2 (come alla fine sarebbe diventato noto) si dimostrò insoddisfacente in quanto le zecche avevano difficoltà a coniare la nuova moneta in modo che tutti i dettagli venissero correttamente evidenziati. Ciò era dovuto all'altorilievo del progetto - in particolare avevano problemi con il pezzo le tre zecche delle regioni meridionali. Molti pezzi del Tipo 2 diventarono rapidamente illeggibili e furono rimandati a Filadelfia per la fusione e una nuova coniazione. Sulla maggior parte degli esemplari superstiti, la cifra "85" nella data non è pienamente leggibile. Il dollaro di Tipo 2 fu coniato alla fine a Filadelfia tra il 1854 e il 1855, nelle tre zecche a sud solo in quest'ultimo anno, e a San Francisco nel 1856; quindi il disegno fu destinato alla sostituzione. Per risolvere i problemi, Longacre aumentò le dimensioni della testa della Libertà, rendendo di fatto il dollaro una versione ridotta del pezzo da tre, e spostò la scritta sul dritto più vicino al cerchio. Questo migliorò il flusso di metallo e la nitidezza del disegno tanto che i primi studiosi di numismatica asserirono che anche il lato opposto fosse stato modificato, sebbene in realtà nessun cambiamento era stato fatto e i rovesci del Tipo 2 e del Tipo 3 rimasero identici.

### Il disegno dei Tipi 2 e 3
I dollari del Tipo 2 e 3 raffigurano la Libertà con le fattezze di una principessa dei nativi americani, con un fantasioso copricapo piumato che non assomiglia a nessuno di quelli indossati dalle tribù dei nativi. Questa immagine è una copia inesatta del disegno che Longacre aveva fatto per il pezzo da tre dollari, ed è solo una di una serie di versioni della Libertà che Longacre creò sul modello della Afrodite accovacciata, una scultura della quale era in mostra in un museo di Filadelfia. Per il rovescio, Longacre adattò la "corona agricola" che aveva creato per il retro del pezzo da tre dollari, composta da cotone, mais, tabacco, e grano, mescolando i tipici prodotti della terra del Nord e del Sud. Questa corona apparirà in seguito nel 1850 sul Flying Eagle cent.
Lo storico dell'arte Cornelius Vermeule deprecò il disegno della principessa indiana utilizzato da Longacre per i rovesci dei Tipi 2 e 3 del dollaro d'oro, e per quello del pezzo da tre dollari ", scrivendo: « la 'principessa' delle monete d'oro è l'elegante versione di arte popolare anni '50 di un incisore di banconote. I pennacchi o le piume sono più simili al cimiero del principe di Galles che a qualunque cosa si vide alle frontiere occidentali, salvo forse in testa alla bellezza di un salone della musica". »

## Gli anni della guerra civile
Il dollaro d'oro continuò a essere prodotto sino alla fine degli anni 1850, anche se il numero delle coniature declinò costantemente rispetto alle cifre iniziali di due milioni o più ogni anno, raggiunte tra il 1850 e il 1854. Nel 1860 furono prodotti solo circa 51.000 dollari d'oro, oltre i due terzi dei quali a Filadelfia, poco meno di un terzo a San Francisco, e 1.566 a Dahlonega. Sono noti solo circa un centinaio di pezzi superstiti tra questi ultimi, il che li rende una delle denominazioni più rare tra quelle della serie prodotta a Dahlonega.

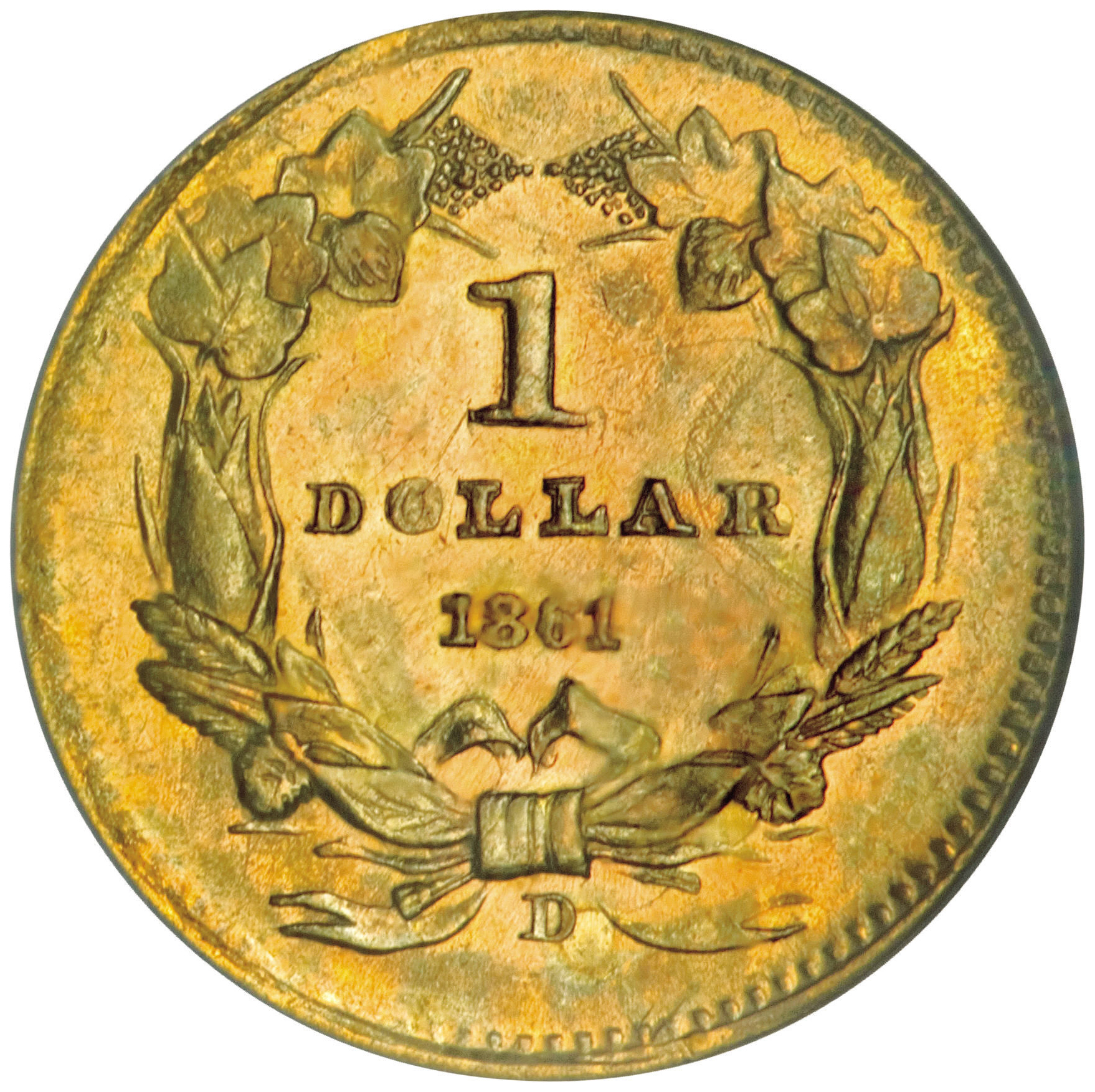
Il dollaro 1861-D

L'altro candidato alla palma di pezzo più raro tra quelli prodotti in quella zecca è il 1861-D, con un conio stimato in 1.000 pezzi e, forse, da 45 a 60 pezzi attualmente noti. Il 10 dicembre 1860 due coppie di stampi furono spedite da Filadelfia a Dahlonega; arrivarono il 7 gennaio 1861, due settimane prima che la Georgia votasse la secessione dall'Unione, innescando lo scoppio della guerra di secessione americana. Sotto gli ordini del governatore Joseph E. Brown, la milizia di stato si assicurò il controllo della zecca e, a un certo punto, furono prodotte piccole quantità di dollari e di half eagle. Non sono sopravvissuti documenti su quante monete furono coniate e quando. Poiché gli stampi poco dopo si ruppero, e tutte le zecche filiali si rifornivano di essi da Filadelfia, la coniazione non poté durare e, nel maggio 1861, le monete e le forniture rimanenti a Dahlonega furono consegnate al Tesoro degli Stati Confederati d'America, ai quali la Georgia si era nel frattempo unita. Monete d'oro con un valore nominale di $ 6 furono messe da parte per il saggio. Normalmente queste sarebbero state inviate a Filadelfia per attendere l'incontro l'anno successivo presso la United States Assay Commission, quando sarebbero state rese disponibili per i test. Invece, queste furono inviate presso la capitale confederata iniziale di Montgomery. Ciò che venne fatto di queste monete e il loro destino finale è sconosciuto. La rarità del dollaro 1861-D, e l'associazione con la Confederazione, lo rendono particolarmente apprezzato dai numismatici.
Dahlonega, come le altre due filiali della zecca con sede al Sud, chiuse i battenti dopo l'inizio delle ostilità nel 1861. Questa e la struttura di Charlotte non vennero mai riaperte; la zecca di New Orleans avrebbe coniato nuovamente monete tra il 1879 e il 1909 ma non coniò mai più dollari d'oro. Dopo il 1861, l'unica emissione di dollari d'oro al di fuori di Filadelfia sarebbe avvenuta a San Francisco, nel 1870.
Lo scoppio della guerra civile scosse la fiducia del pubblico nell'Unione, e i cittadini iniziarono l'accaparramento di monete metalliche, oro e monete d'argento. Alla fine di dicembre 1861 le banche e poi il Tesoro federale smisero di pagare l'oro al valore nominale. Entro la metà del 1862 tutte le monete federali, anche il centesimo base in metallo, erano scomparsi dal commercio in gran parte del paese. L'eccezione era il Far West dove, per la maggior parte, solo l'oro e l'argento erano valuta correntemente accettata, mentre per le banconote si negoziava un valore. Nel resto della nazione le monete d'oro e d'argento potevano essere acquistate presso banche, agenti di cambio e dal Tesoro come premio per l'acquisto delle greenbacks, le nuove banconote che il governo federale aveva iniziato a emettere per colmare il divario nel commercio e finanziare la guerra.

## Gli ultimi anni, la soppressione, e il collezionismo

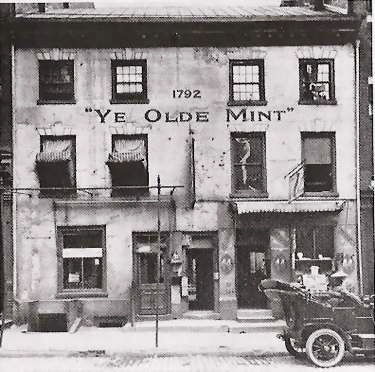
La prima zecca di Filadelfia (1792).

Dal momento che nel dopoguerra l'oro non circolava più negli Stati Uniti (tranne che sulla costa occidentale), gran parte della produzione di monete di quel metallo nel Paese fu rivolta al double eagle per l'esportazione. Di conseguenza, anche se nel 1862 furono coniati 1.361.355 dollari d'oro - l'ultima volta che la produzione avrebbe superato un milione - il conio scese a 6.200 pezzi nel 1863 e rimase basso per tutto il resto dell'esistenza della moneta, salvo tra il 1873 e il 1874. La zecca giudicò improprio sospendere la coniazione di una moneta autorizzata dal Congresso ed emise monete di prova (in genere poche dozzine rivolte alla piccola comunità numismatica) da stampi appositamente levigati, anche per produrre abbastanza coni di circolazione in modo che le monete di prova non diventassero indebitamente rare. Tra il 1873 e il 1874 i dollari in oro vecchi e usurati detenuti dal governo vennero fusi e riconiati, generando grandi coniature della denominazione da un dollaro. Ciò fu fatto in previsione del Specie Payment Resumption Act, che comunque non entrò in vigore fino alla fine del 1878. Una volta nuovamente in circolazione al valore nominale, il dollaro d'oro non trovò tuttavia un posto nel commercio, dominato ormai da grandi quantità di monete d'argento, anche se non più soggetto all'accaparramento e di recente coniato dalla zecca. Il governo previde che la ripresa dei pagamenti in moneta avrebbe determinato una nuova fase di circolazione del dollaro e delle altre monete d'oro di piccolo taglio d'oro, ma il pubblico, a cui fu permesso di riscattare la carta moneta, continuò a usare questa trovandola più conveniente delle monete.
Negli anni 1870 e 1880, crebbe l'interesse del pubblico nei confronti del dollaro in oro, coniato ormai in piccole quantità. La collezione di monete stava diventando sempre più popolare, e un certo numero di numismatici mise da parte alcuni pezzi da un dollaro in oro confidando in un aumento di valore. La zecca preferì incanalare la sua produzione attraverso alcuni rivenditori di fiducia a Filadelfia, anche se le monete di prova potevano essere acquistate per $ 1,25 alla finestra del cassiere presso l'impianto di Filadelfia stesso. Le banche, dal canto loro, pagavano un premio per i coni in circolazione. Questi erano popolari nel commercio di gioielli, su cui erano montati in varie fogge. Le monete erano spesso esportate in Cina o in Giappone, anche lì utilizzati in gioielleria. I dollari venivano spesso danneggiati nel processo; la zecca rifiutò di farsi coinvolgere in questo commercio e fece del suo meglio per ostacolarlo. Tuttavia, i funzionari della Mint conclusero che la gioielleria rimaneva il settore che riusciva ad accaparrarsi la maggior parte dei pezzi di ogni emissione. Le coniazioni di prova superarono quota 1.000 entro il 1884, e rimasero sopra tale cifra per il resto della serie, poiché i numeri furono probabilmente gonfiati dai grossi acquisti da parte degli agenti dei gioiellieri, disposti a pagare il premio della Zecca di $ 0,25 a moneta. Un altro utilizzo comune del dollaro d'oro era come regalo di Natale; dopo la sua abolizione, il regalo simile più popolare sarebbe divenuto il quarter eagle.
James Pollock, nella sua relazione finale del 1873 come direttore della Mint, sostenne la necessità di limitare il conio di dollari d'oro al solo numero richiesto dai depositanti bancari che specificatamente ne avessero fatto domanda: "Il dollaro d'oro non è una moneta conveniente, a causa delle sue piccole dimensioni, e soffre di più il problema dell'abrasione rispetto alle monete più grandi." I suoi successori si spinsero oltre, chiedendone la sua abolizione: James P. Kimball, prima di lasciare l'ufficio nel 1889, scrisse al Congresso che se non come gioielli, "era stata trovata una scarsa utilità pratica per questa moneta". Nello stesso anno il nuovo direttore, Edward O. Leech, pubblicò un rapporto affermando che il dollaro d'oro "è troppo piccolo per la circolazione, e (...) [è] usato quasi esclusivamente per finalità di ornamento. L'ultimo anno in cui il dollaro d'oro fu coniato fu il 1889. Il Congresso abolì il dollaro in oro, insieme al three-cent nickel e al pezzo da tre dollari, con la legge del 26 settembre 1890.
In totale furono coniati 19.499.337 dollari in oro, di cui la stragrande maggioranza, 18.223.438, a Filadelfia, poi 1.004.000 a New Orleans, 109.138 a Charlotte, 90.232 a San Francisco e 72.529 a Dahlonega. Secondo un annuncio apparso nel febbraio 1899 sul numero di The Numismatist, i dollari d'oro, sempre più richiesti come regalo di compleanno e per i gioielli, venivano quotati a $ 1,80 ciascuno. La stessa rivista nel 1905 riportava la notizia che, a fronte del deposito di un cliente di 100 dollari d'oro in banca, il cassiere, consapevole del loro valore, aveva accreditato sul conto $ 1,60 per moneta. Nel 1908 un commerciante offriva $ 2 per ogni pezzo d'oro e per qualsiasi quantità. Quando la numismatica divenne un passatempo molto diffuso nei primi anni del XX secolo, i dollari d'oro divennero dei pezzi molto popolari, uno status che da allora avrebbero sempre mantenuto. L'edizione 2014 della A Guide Book of United States Coins di Richard S. Yeoman stima il valore del dollaro d'oro meno costoso in very fine condition (abbreviato VF-20 o classe del BB secondo la classificazione italiana) a $ 300, valore identico per ognuna delle emissioni di Tipo 1 di Filadelfia tra il 1849 e il 1853. A parità di condizione, i più costosi sono gli esemplari di Tipo 2, emessi tra il 1854 e il 1855 e stimati in $ 350; i pezzi degli altri due tipi dello stesso periodo nelle identiche condizioni sono valutati attorno ai $ 300.

## Dollari d'oro commemorativi
Il dollaro d'oro ebbe un breve periodo di risurrezione durante l'Early United States commemorative coins, un periodo di riemissione commemorativa delle prime monete coniate negli Stati Uniti, che va tradizionalmente dal 1892 al 1954. Tra il 1903 e il 1922 furono prodotte nove diverse emissioni, con un conio totale di 99.799 pezzi. Questi furono coniati per vari eventi pubblici, non circolarono, e per nessuno di essi fu utilizzato il disegno originale di Longacre.

### Dollaro Sacagawea
Nel 1999 presso la Zecca di Filadelfia furono coniate 39 monete del dollaro di Sacagawea, realizzate in oro a 22 carati. La Zecca aveva intenzione di vendere i dollari d’oro a collezionisti ma i membri del Congresso misero in dubbio il diritto della Zecca di coniare i dollari con la composizione diversa da quella ufficialmente autorizzata. Ventisette di queste monete furono distrutte poco dopo la coniatura mentre gli altri 12 dollari sono noti per essere stati presi a bordo dello Space Shuttle “Columbia”. Poi le monete furono messe nel deposito di lingotti degli Stati Uniti a Fort Knox. Il pubblico vide i dollari Sacagawea per la prima volta alla Fiera Mondiale delle Monete organizzata dall’American Numismatic Association (ANA) nel 2007. In seguito furono restituiti a Fort Knox.

### Esplicative
1. ↑  Era ed è tuttora la commissione fiscale della Camera dei rappresentanti degli Stati Uniti d'America che ha giurisdizione su tutte le imposte, le tariffe e le altre misure atte a modificare le entrate.
2. ↑  La commissione del Senato omologa a quella di McKay alla Camera.
3. ↑  Formalmente, Engraver to the United States Mint at Philadelphia ("Incisore per la zecca degli Stati Uniti a Filadelfia"); questa figura non aveva a quel tempo nemmeno un assistente incisore a tempo pieno. L'ufficio sarà conosciuto come Chief Engraver ("Capo Incisore") solo più avanti[12].
4. ↑  In effetti era quello che faceva Longacre, prima di diventare capo incisore.
5. ↑  I test di routine per determinare il contenuto in metallo prezioso e la qualità del conio delle monete emesse dalla zecca.
6. ↑  Era un'agenzia del governo degli Stati Uniti, attiva dal 1792 al 1980. La sua funzione era quella di supervisionare la verifica annuale delle monete in oro, argento e metalli comuni prodotte dalla zecca degli Stati Uniti, al fine di garantire che fossero rispettate le specifiche.
7. ↑  Una legge del 1875 per reintrodurre il sistema aureo e stimolare la ripresa dei pagamenti in moneta metallica[45].

### Fonti
1. ↑  Taxay, p. 50.
2. ↑  Taxay, p. 66.
3. 1 2  Bowers 2011, p. 1.
4. ↑  Yeoman, pp. 377-378.
5. ↑  Taxay, pp. 200-201.
6. ↑  Taxay, p. 200.
7. ↑  Taxay, p. 201.
8. ↑  Bowers 2001, p. 77.
9. 1 2  Taxay, p. 203.
10. ↑  Bowers 2011, p. 3.
11. 1 2  Taxay, p. 204.
12. 1 2  Bowers 2004, p. 25.
13. ↑  Taxay, pp. 205-206.
14. ↑  Bowers 2006, p. 56.
15. 1 2  Taxay, p. 206.
16. ↑  Bowers 2011, pp. 4-5.
17. 1 2  Bowers 2011, p. 5.
18. ↑  Bowers 2011, p. VIII.
19. 1 2  Breen, p. 476.
20. ↑  Bowers 2011, p. 4.
21. ↑  Bowers 2011, pp. 62-75.
22. ↑  Yeoman, pp. 427-428.
23. ↑  Bowers 2011, pp. 63-64.
24. ↑  Snow, p. 223.
25. ↑  Yeoman, p. 240.
26. 1 2  Yeoman, p. 241.
27. ↑  Bowers 2011, pp. 5-6.
28. ↑  Bowers 2011, p. 6.
29. ↑  Taxay, pp. 209-210.
30. ↑  Taxay, pp. 210-211.
31. 1 2  Taxay, p. 211.
32. 1 2 3  Breen, p. 479.
33. 1 2  Bowers 2011, p. 7.
34. ↑  Snow, pp. 9-12, 224.
35. 1 2  Vermeule, p. 55.
36. ↑  Yeoman, pp. 241-242.
37. ↑  Bowers 2011, p. 170.
38. ↑  Bowers 2011, p. 176.
39. ↑  Breen, p. 482.
40. ↑  Bowers 2011, pp. 13, 177.
41. ↑  Bowers 2011, pp. 12-14.
42. 1 2 3  Yeoman, p. 242.
43. ↑  Taxay, pp. 227, 231.
44. ↑  Bowers 2011, pp. 7-8.
45. ↑  Timberlake, p. 112.
46. ↑  Bowers 2011, pp. 7-9, 214, 222.
47. ↑  Bowers 2001, pp. 90-91.
48. ↑  Bowers 2011, pp. 8, 21.
49. ↑  Bowers 2011, p. 25.
50. ↑  Bowers 2011, p. 221.
51. 1 2  Bowers 2011, p. 9.
52. ↑  Taxay, pp. 387-389.
53. ↑  Bowers 2011, p. 10.
54. ↑  Bowers 2011, p. 26.
55. ↑  Bowers 2011, pp. 28-31.
56. ↑  Yeoman, pp. 240-242.
57. ↑  Commemorative coins.
58. ↑   2000-W 22-karat Gold Proof Sacagawea Dollar, su smalldollars.com. URL consultato il 27 novembre 2020.
59. ↑   Space Shuttle Dollar, su goldsilverportal.com. URL consultato il 27 novembre 2020 (archiviato dall'url originale il 26 novembre 2020).
60. ↑   United States Mint Displays Never–Before–Seen Gold Space Coins in Milwaukee, su usmint.gov. URL consultato il 27 novembre 2020.